# 亚庇中学
亚庇中学（英語：Kota Kinabalu High School），简称庇中、KKHS、STKK，为一所国民型华文中学，位於马来西亚沙巴州亚庇市。1985-1987年，庇中区从北干丹绒亚路迁至宾南邦区，占地18英亩。所以，庇中可以建造许多建筑物来改善学习环境。学校也被马来西亚教育部指定为卓越学校中之一。

## 学校名称
1. 庇中于1949 年成立，并命名为亚庇中学。
2. 次年，学校更名为北婆罗洲华侨学校。
3. 1960年，更名为亚庇中学并用于至今。

## 校史

### 早期历史（1949-1971）

#### 1949年
亚庇中学 成立于1949年，是第二次世界大战后成立的第一所学校。这所学校的创始人由拿督黄子发和一群非常关心教育制度的华人组成。除此之外，他们还考虑到华小学生毕业后没有机会就地继续上中学。最初，这所学校是一所成熟的中文学校。在经历了各种发展过程和当地社区的大力支持以及政府的合作后，学校最终成为由各种族教职工和学生组成的国立学校。1949年，临时校舍为阿塔普住宅。 

#### 1950年
中国驻亚庇领事馆旧址被借用作为临时校舍。

#### 1951年
即于在丹容亚路跑马场对面自置校地，面积6.23英亩（2.521公顷）。

#### 1959年
此时，学校有三层楼、图书馆和科学实验室。

#### 1971年
董事会决定接受政府补贴，由私立中学改制为国民型华文中学（SMJK）。 

### 发展与成长（1972年至今）

#### 1985年
当时的沙巴州农业和渔业发展部长在收到沙巴州政府分配的 18 英亩土地后，并主持为KKHS大楼奠基。

#### 1987年
经过数年之努力筹建，终于搬进了位于宾南邦三英里半的占地18英亩的新校区。 Datuk Chau Tet Onn 主持了 KKHS 新校区的开幕典礼。

#### 1993
这所学校已经从B级学校升级为A级学校。在校董会成员、老师和学生的努力下，沙巴州首席部长拿督Mohd Salleh Tun Haji Mohd Said成功成立并正式启用校礼堂。此外，还于 1997 年建立了生活技能工作室。

#### 2001年
学校已成功获得教育部批准开办中六课程，在全体教师的配合下，该班目前运行顺利。

#### 2008年
此年，庇中获得马来西亚教育部颁发的全日制中学卓越学校荣誉奖。此荣誉旨在表扬在第九大马计划 （页面存档备份，存于）中成功实施卓越教育机构的学校。教育部希望这将提升马来西亚教育作为一个辉煌的教育中心。 

至今踏上了70年代，庇中依然在各个领域不断奋斗，精益求精。 在校董会、华人社区和政府以及全体庇中成员的密切合作下，有望庇中再创辉煌。

## 校园建筑
- 学校大门
- 沙巴永春资讯大楼
- A和B楼
- 校友楼
- 亚喜楼
- 玉波楼
- 黄安荣夫妇福利基金综合楼
- 礼堂
- 设计与工艺课室